# Caraibi

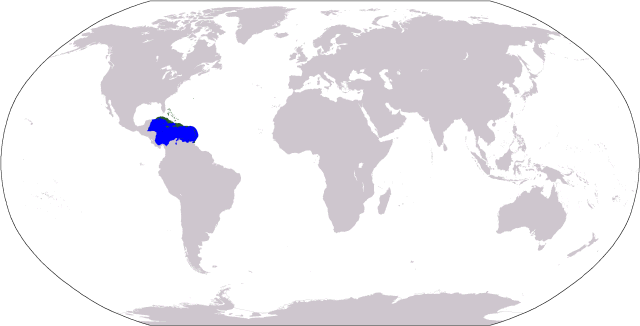
La collocazione dei Caraibi sulle mappe: in blu il Mare Caraibico, in verde le Antille

I Caraibi sono una vasta regione geografica delle Americhe che comprende tutti i paesi bagnati dal Mare Caraibico, cioè tutte le isole delle Antille e i litorali di alcuni paesi continentali del centro e sud America che si affacciano su di questo mare. L'area caraibica è costituita dalle numerose isole che separano il Golfo del Messico dal mar dei Caraibi e quest'ultimo dall'Oceano Atlantico.

## Etimologia
Il nome, originariamente "Caribe", venne coniato dagli Spagnoli per definire i popoli "caribi" che popolavano sia le Antille sia la parte settentrionale del Sud America prima del contatto europeo. Gli spagnoli presero in prestito il termine karipo, dalle lingue dei Caribi, nelle quali ha il significato di "uomo".
La parola "Caribe" letta in inglese diventava "caraibi", pronuncia che è poi entrata nell'italiano come nome dell'area geografica, come anche nel francese (Caraïbes). In inglese, per indicare la zona geografica, è invece prevalso l'uso dell'aggettivo Caribbean (il "Caraibico").

## Geografia

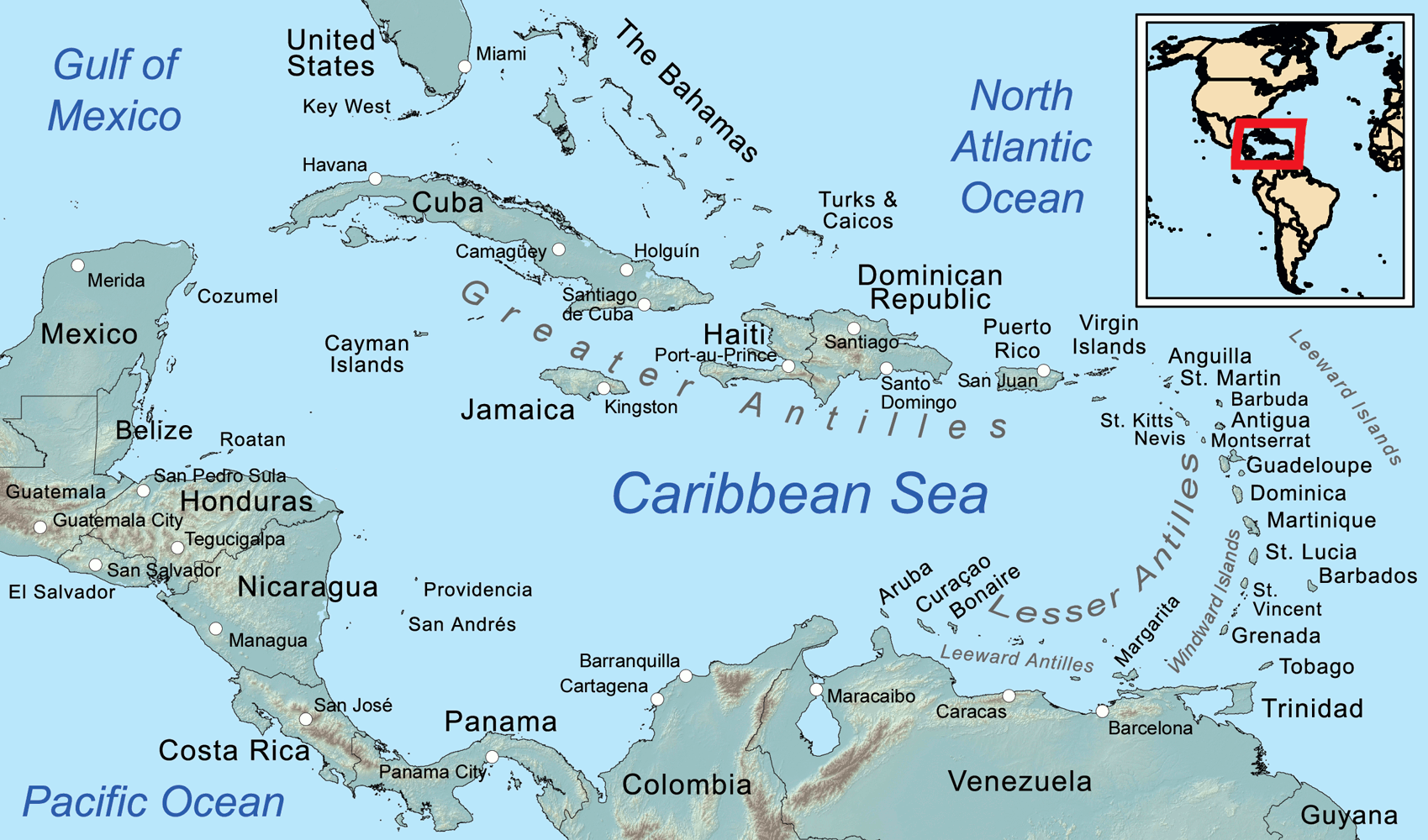
Isole dei Caraibi e Mar dei Caraibi

Le isole sono raggruppate in arcipelaghi, a loro volta compresi in gruppi più vasti:
- le Grandi Antille (Cuba, Hispaniola, Giamaica e Porto Rico), di cui la maggiore è Cuba;
- le Piccole Antille, di cui la maggiore è Trinidad, a est delle Grandi Antille;
- l'Arcipelago delle Bahama[2] (Bahamas e Turks e Caicos), di natura corallina, a nord delle Grandi Antille

Il clima è tropicale, piuttosto piovoso e con temperatura costante su tutto l'arco dell'anno, mitigata dalla presenza del mare, sede di fenomeni atmosferici violenti come tempeste tropicali e uragani a causa anche della presenza di acque calde dovute alla Corrente del Golfo che, proprio dal Golfo del Messico e dal Mar dei Caraibi, prende il suo corso verso nord-est.

## Storia

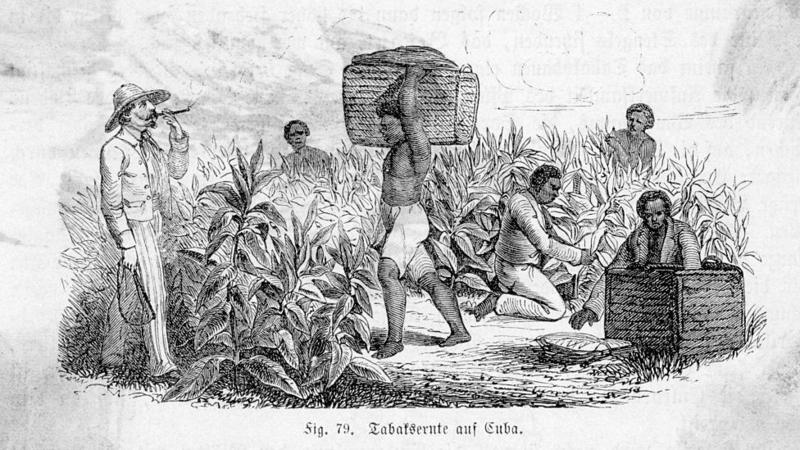
Schiavi al lavoro in piantagione di Cuba

Popolate sin dalle antichità dai popoli indigeni dell'America Latina, sono la regione delle Americhe scoperta per prima dagli europei per via delle rotte nautiche conosciute all'epoca che sfruttavano gli alisei: vi approdò infatti Cristoforo Colombo nel suo viaggio transoceanico da Palos de la Frontera a San Salvador (Bahamas). Successivamente alla conquista e sottomissione coloniale da parte degli europei (inglesi, spagnoli, portoghesi e olandesi) fu un luogo di deportazione degli schiavi d'Africa per il lavoro nelle piantagioni nonché luogo dedito alla pirateria.
Dalla fine del XIX secolo in poi, gli Stati Uniti diedero un carattere imperialista alla dottrina Monroe e cominciarono a rafforzare la loro influenza militare, economica e politica nella regione caraibica, anche attraverso interventi militari. L'obiettivo è quello di trasformare il Mar dei Caraibi in un mare nostrum per la sua importanza strategica.
Tra il 1891 e il 1912 eseguono una serie di interventi militari: 1891, Haiti; 1895, Nicaragua; 1898, Porto Rico e Cuba; 1899, Nicaragua; 1902, Venezuela; 1903, Repubblica Dominicana e Colombia; 1904, Repubblica Dominicana e Guatemala; 1906-1903, Cuba; 1907, Repubblica Dominicana; 1909-1910, Nicaragua; 1910-1911 Honduras; 1912, Cuba, Nicaragua e Repubblica Dominicana (al di fuori dei Caraibi, nel 1891 vengono intraprese azioni militari contro il Cile).
Praticando la "diplomazia del dollaro", realizzano interventi finanziari che portano all'istituzione di controlli statunitensi sulle finanze di diversi stati (Honduras, Nicaragua, Repubblica Dominicana, Haiti). Hanno acquisito territori come Puerto Rico dopo la guerra contro la Spagna nel 1898, e le Isole Vergini, acquistate dalla Danimarca nel 1917. Alcuni Stati sono posti sotto uno status vicino al protettorato, come Cuba, in virtù dell'emendamento Platt e dell'acquisizione della base navale di Guantánamo, e Panama, in virtù della costituzione panamense (redatta con la partecipazione del console statunitense) e del dispiegamento permanente delle forze USA nell'area del canale.

## Società

### Lingue
Le lingue parlate ufficiali ai Caraibi sono lo spagnolo, il francese, l'inglese, il creolo haitiano, l'olandese e il papiamento.

## Economia
Oltre alle piantagioni di caffè, cotone, canna da zucchero e tabacco e all'agricoltura di sussistenza, un rilevante apporto economico è rappresentato dal turismo internazionale grazie alla presenza di spiagge e numerose Barriere coralline lungo le coste con buona ricettività e clima caldo tropicale. Molti piccoli stati dei Caraibi sono anche noti paradisi fiscali. È importante l'esportazione di rum, zucchero di canna e sigari.

## Paesi dei Caraibi

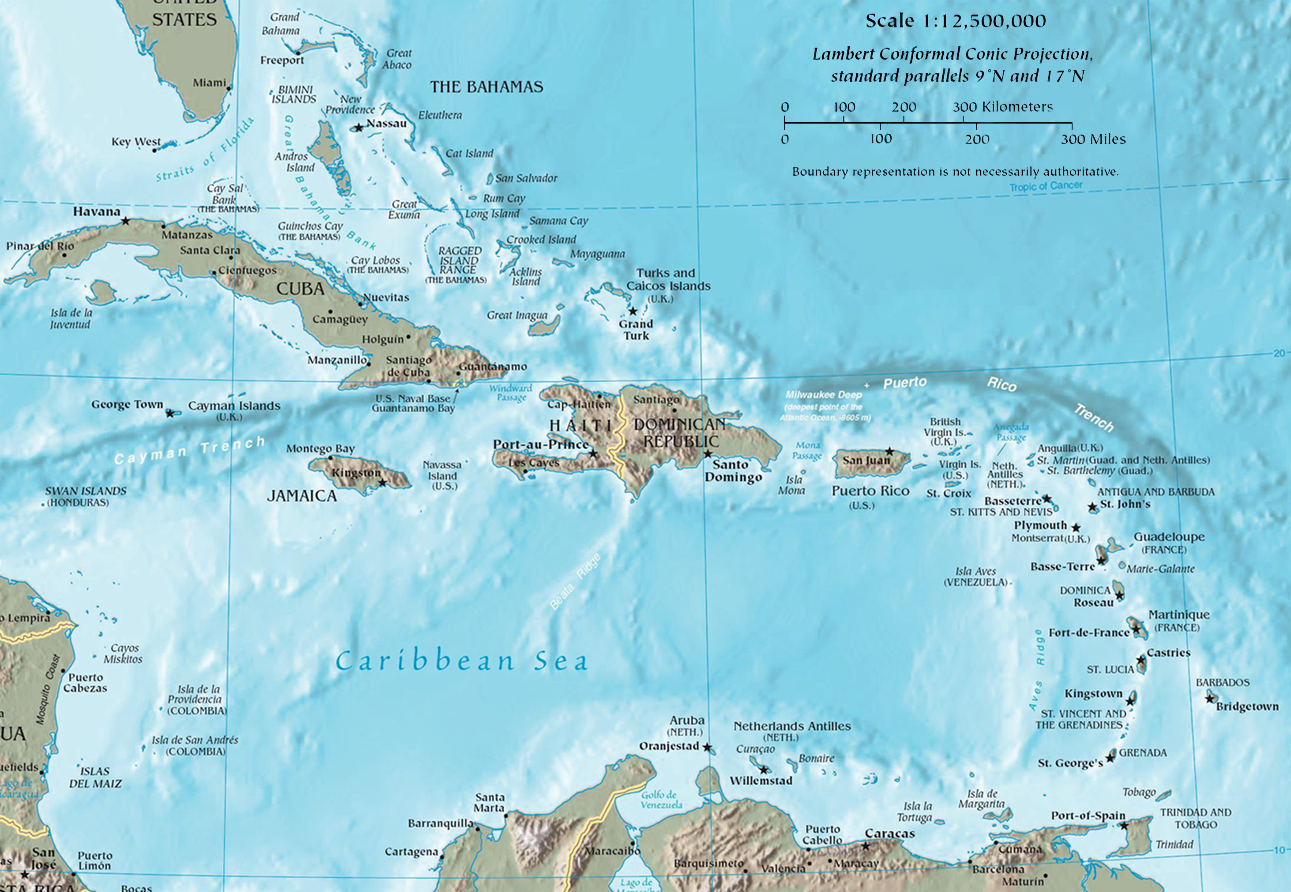
L'area geografica dei Caraibi

### Paesi insulari

#### Reami del Commonwealth indipendenti
- Antigua e Barbuda
- Bahamas
- Giamaica
- Grenada
- Saint Kitts e Nevis
- Saint Vincent e Grenadine
- Saint Lucia

#### Repubbliche indipendenti
- Barbados
- Cuba
- Dominica
- Rep. Dominicana
- Haiti
- Trinidad e Tobago

#### Dipendenze
- Anguilla (Regno Unito)
- Aruba (Paesi Bassi)
- Bonaire (Paesi Bassi)
- Curaçao (Paesi Bassi)
- Guadalupa (Francia)
- Isole Cayman (Regno Unito)
- Isole Vergini Americane (Stati Uniti)
- Isole Vergini Britanniche (Regno Unito)
- Martinica (Francia)
- Montserrat (Regno Unito)
- Porto Rico (Stati Uniti)
- Saba (Paesi Bassi)
- Saint-Barthélemy (Francia)
- Saint-Martin (Francia)
- San Andrés e Providencia (Colombia)
- Sint Eustatius (Paesi Bassi)
- Sint Maarten (Paesi Bassi)
- Turks e Caicos (Regno Unito)

### Paesi continentali bagnati dal Mar Caraibico
- Belize
- Guatemala
- Honduras
- Nicaragua
- Costa Rica
- Panama
- Colombia
- Messico
- Venezuela
- Stati Uniti

## Film e videogiochi ambientati ai Caraibi
- Ai Caraibi sono ambientati diversi film e videogiochi. Tra i film più famosi troviamo la saga Pirati dei Caraibi e Notte ai Caraibi.
- Tra i videogiochi troviamo alcuni episodi della saga videoludica di Grand Theft Auto, dove esistono alcune gang caraibiche come quella di Haiti, Repubblica Dominicana, ecc. Uno dei videogiochi fan-made di GTA più famosi, Grand Theft Auto: United States of America, possiede alcune parti in cui si vedono paesi o città dei Caraibi. Oltre alle gang sopraccitate, tra i posti visitabili sono caraibici il Maurice Bishop International Airport chiamato Point Salinas International Airport (com'era il suo vecchio nome) a Grenada, un quartiere malfamato di Port of Spain (Trinidad e Tobago) e una nave statunitense nel Passaggio della Martinica.
- Il videogioco Assassin's Creed IV: Black Flag è ambientato nei Caraibi, durante il periodo d'oro della pirateria.
- La saga di Monkey Island è ambientata in un indefinito arcipelago nel cuore dei Caraibi.
- Port Royale è ambientato in tutte le città ed isole dei Caraibi e del golfo del Messico.
- Far Cry 6, videogioco d'azione-avventura e sparatutto in prima persona del 2021, è ambientato nell'isola caraibica fittizia di Yara, un paradiso tropicale congelato nel tempo, governata dal dittatore Antón Castillo. Il giocatore assume il controllo di un guerrigliero di nome Dani Rojas, che combatte per la libertà e per riportare Yara al suo antico splendore.
- Nel gioco Red Dead Redemption II per tutto il capitolo 5, i protagonisti si ritrovano nella fittizia isola di Guarma, al largo delle coste di Cuba, dove guidano una rivolta contro i governanti dell’isola